# Motalin
Motalin war in Deutschland nach 1927 ein von der Deutsche Gasolin AG vertriebener, durch den Zusatz von Eisenpentacarbonyl zum „kompressionsfesten Betriebsstoff“ gemachter, Ottokraftstoff. Basis war Benzin beziehungsweise hauptsächlich das von der I.G. Farben im Ammoniakwerk Merseburg - Leuna Werke durch Kohleverflüssigung hergestellte synthetische Leuna-Benzin.
Motalin wurde durch den Chemiker Walter Ostwald entwickelt, der Ende der 1920er Jahre als freier Mitarbeiter für die I.G. Farben arbeitete. Die Verwendung von Motalin war an Zündkerzen und Verbrennungsraum zu erkennen, da sich eine rote Eisenoxidschicht ablagerte. Daher wurde der Einsatz von Motalin später aufgegeben.
Ab 1928 gab es kleine Blechkanister mit einem konzentrierten Gemisch aus Eisencarbonylen als Zusatz (Additiv) zur Erhöhung der Klopffestigkeit (sogenannte Motylpatronen) für reines Benzin, das damit die Eigenschaften ähnlich Motalin erhielt. Je nach Menge und Konzentration der Zugabe wären Oktanzahlen von über 90 ROZ zu erreichen gewesen, in etwa den Verbesserungen wie bei Bleitetraethylen entsprechend.